# David Dickson (Schwimmer)
David Gavin Dickson (* 20. Februar 1941 in Batu Gajah, heute in Malaysia) ist ein ehemaliger australischer Schwimmer. Er gewann bei Olympischen Spielen drei Bronzemedaillen und bei Commonwealth Games vier Gold- und zwei Bronzemedaillen.

## Sportliche Karriere
Die australische 4-mal-200-Meter-Freistilstaffel mit David Dickson, John Rigby, Allan Wood und John Devitt qualifizierte sich 1960 bei den Olympischen Spielen in Rom mit der drittschnellsten Vorlaufzeit für den Endlauf. Im Finale schwammen David Dickson, John Devitt, Murray Rose und John Konrads über zehn Sekunden schneller als die australische Staffel im Vorlauf und schlug als Dritte hinter den Staffeln aus den Vereinigten Staaten und aus Japan an. Die nur im Vorlauf eingesetzten Schwimmer erhielten gemäß den bis 1980 gültigen Regeln keine Medaille.
1962 fanden in Perth die British Empire and Commonwealth Games 1962 statt. Über 110 Yards Freistil siegte der Kanadier Richard Pound vor dem Schotten Robert McGregor und David Dickson. Die 4-mal-110-Yards-Freistilstaffel mit David Dickson, Peter Doak, Peter Phelps und Murray Rose gewann vor den Kanadiern. Die 4-mal-110-Yards-Lagenstaffel mit Julian Carroll, Ian O’Brien, Kevin Berry und David Dickson siegte vor der englischen Staffel.
Bei den Olympischen Spielen 1964 in Tokio trat Dickson in vier Wettbewerben an. Über 100 Meter Freistil verpasste er als Neunter der Halbfinalläufe den Finaleinzug um 0,1 Sekunden, war damit aber der schnellste Australier auf dieser Strecke. In der 4-mal-100-Meter-Freistilstaffel erreichten die Australier mit der zweitschnellsten Vorlaufzeit das Finale. Dort siegte die Staffel aus den Vereinigten Staaten vor der deutschen Staffel, dahinter schlugen die Australier als Dritte an. In Vorlauf und Endlauf schwammen David Dickson, Peter Doak, John Ryan und Robert Windle. In der 4-mal-100-Meter-Lagenstaffel erreichten Peter Reynolds, Peter Tonkin, Kevin Berry und David Dickson den Endlauf mit der siebtschnellsten Vorlaufzeit. Im Finale siegte die US-Staffel vor den Deutschen und der australischen Staffel mit Reynolds, Ian O’Brien, Berry und Dickson. Zum Abschluss der Wettkämpfe wurde die 4-mal-200-Meter-Freistilstaffel ausgetragen. Im Vorlauf schwammen Peter Doak, John Ryan, John Konrads und David Dickson die achtschnellste Zeit. Im Finale siegte wieder die US-Staffel vor den Deutschen, Bronze ging an die japanische Staffel. Etwa zwei Sekunden hinter den Japanern wurden David Dickson, Allan Wood, Peter Doak und Robert Windle Vierte.
Bei den British Empire and Commonwealth Games 1966 in Kingston, Jamaika, gewann Dickson wie vier Jahre zuvor Bronze über 110 Yards Freistil, hier siegte Michael Wenden vor Robert McGregor. Die 4-mal-110-Yards-Freistilstaffel mit David Dickson, John Ryan, Robert Windle und Michael Wenden schlug 6,7 Sekunden vor den Kanadiern an. Die 4-mal-220-Yards-Freistilstaffel mit David Dickson, Peter Reynolds, Robert Windle und Michael Wenden hatte über 15 Sekunden Vorsprung auf die Kanadier.